# Славонський проспект
Славо́нський проспе́кт  (хорв. Slavonska avenija) — міська автомагістраль у столиці Хорватії Загребі, найдовша вулиця міста, що простягається зі сходу на захід на 18 км. Складається з роздільних проїзних частин з чотирма смугами руху в кожному напрямку. Здебільшого має обмеження швидкості до 70 км/год, хоча на короткому відрізку біля розв'язки Іваня Река на перетині із Загребською об'їзною дорогою швидкість обмежена до 100 км/год, а на ділянці між розв'язкою Іваня Река та межами міста Загреб — до 130 км/год. 2007 року проспект  оголошено найбільш аварійно небезпечною дорогою в Загребі.
Починається від траси Е70 на в'їзді в Загреб із південного заходу в районі Сесвете, перетинає через переважно дво- та трирівневі розв'язки кілька інших головних магістралей Загреба та закінчується біля розв'язки на перетині із Савським шляхом, переходячи в Загребський проспект. Ним не курсують трамваї, хоча більшість загребських трамвайних ліній перетинають його над або під проспектом.

## Історія
У колишній Югославії теперішній Славонський проспект був частиною загальноюгославської автотраси «Братерство і єдність» і як такий був розділений на два проспекти: Проспект братерства і єдності та Белградський проспект. Перший був на відрізку між Савським шляхом і проспектом Марина Држича, тоді як Белградським проспектом називалася ділянка на схід від проспекту Марина Држича до проспекту В'єкослава Гайнцеля. Після будівництва Загребської об'їзної дороги межі проспекту було розширено до розв'язки Іваня Река.
Після війни Хорватії за незалежність і падіння Югославії та внаслідок помітної ворожнечі між хорватами і сербами Белградський проспект було перейменовано на Славонський, а Проспект братерства і єдності також став частиною Славонського проспекту, позаяк колишня назва рішуче не відповідала політичній ситуації на той час.

## Проблеми проїзду перехресть
Оскільки Славонський проспект є важливою транспортною артерією міста, наявність однорівневих перехресть зі світлофорами сповільнює рух, створюючи величезні затори в години пік. Той факт, що дорога має тільки чотири смуги, лише посилює проблему.
2008 року планувалося розширити проспект до шести смуг та замінити найбільш проблемні перехрестя зі світлофорами на шляхопроводи, а 2010 року перехрестя з вулицею Людевіта Посавського на південь від Сесвете було перетворено на дворівневу дорожню розв'язку.
ДТП з летальним наслідком у 2008 р., спричинене небезпечною схемою роботи світлофора на перехресті з вулицею Чавичевою, спонукало мера Бандича пришвидшити цей процес, хоча на практиці це не принесло особливих успіхів.